# Huur (België)
Een huurovereenkomst of een huurcontract is een overeenkomst waarbij de ene partij, de verhuurder, zich ertoe verbindt om de andere partij, de huurder, gedurende een bepaalde tijd het genot te verschaffen van een zaak, tegen betaling van een bepaalde prijs.
In België is het huurrecht gefragmenteerd waardoor er verschillende soorten huurregimes bestaan naargelang de bestemming en de aard van het verhuurde goed. Men onderscheidt onder meer:
- de gemeenrechtelijke huurovereenkomst of het algemeen huurrecht;
- de woninghuurovereenkomst;
- de handelshuurovereenkomst;
- pacht;
- veepacht;
- sociale woninghuur;
- internationale huur.

Het bovenstaande is geen exhaustieve lijst van de verschillende soorten huur.
Na de zesde Staatshervorming is huur een gewestelijke aangelegenheid geworden, waardoor een nieuwe regionale regeling niet is uitgesloten.

## Algemene huur
Het algemeen huurrecht wordt geregeld in de artikelen 1708 e.v. BW. Deze regeling is van toepassing op onroerende goederen en soms ook op roerende goederen, voor zover dit niet in strijd is met de aard van het desbetreffende goed. Deze regeling is hoofdzakelijk van aanvullend recht, wat betekent dat partijen er contractueel van kunnen afwijken. Deze regeling geldt voor alle onroerende goederen, tenzij bijzondere wetgeving ervan afwijkt. Zelfs dan zal het algemeen huurrecht de leemtes, voor zover die er zijn in de bijzondere wetgeving, aanvullen.

## Woninghuur
Het woninghuurrecht is van toepassing op huurovereenkomsten van woningen die de huurder tot hoofdverblijfplaats heeft. Het wordt geregeld door de zgn. Woninghuurwet van 20 februari 1991.

## Handelshuur
De handelshuurwet regelt het handelshuurrecht. Het gaat hier om overeenkomsten tussen een verhuurder en een handelaar, waarbij de handelaar het onroerend goed huurt voor professionele doeleinden, om bijvoorbeeld zijn bedrijf in te onderrichten. Deze wet beoogt een vergaande bescherming voor de handelaar.
Langs Vlaamse kant is het zgn. Pop-updecreet van 17 juni 2016 van kracht, dat de handelshuur van korte duur regelt, d.w.z. van maximum 1 jaar.

## Pacht
De Wet van 4 november 1969 betreffende de pacht in het bijzonder regelt de huur van een landeigendom door de pachter, die het gebruikt voor een landbouwbedrijf.

## Sociale woninghuur
Een sociale woninghuurovereenkomst is een overeenkomst tussen een natuurlijk persoon en ofwel een sociale woninghuisvestingsmaatschappij, ofwel een OCMW, ofwel een gemeente. Dit wordt geregeld door titel VII van het decreet van 15 juli 1997 houdende de Vlaamse Wooncode en het Kaderbesluit Sociale Huur (KSH) dat uitvoering geeft aan voornoemd decreet.